# Distretto di Vista Alegre (Ica)
Il distretto di Vista Alegre  è uno dei cinque distretti della provincia di Nazca, in Perù. Si trova nella regione di Ica e si estende su una superficie di 527,30 chilometri quadrati.